# Glycaspis aggregata
Glycaspis aggregata är en insektsart som beskrevs av Moore 1961. Glycaspis aggregata ingår i släktet Glycaspis och familjen rundbladloppor. Inga underarter finns listade i Catalogue of Life.